# Осип (податок)
Осип — натуральний податок із зібраного врожаю у вигляді частини зерна (жита, пшениці або вівса), поширений у Правобережній Україні у 18 — на поч. 19 ст. Норму оплати податку визначали власники маєтків відповідно до кількості робочої худоби (тягла) в селянському господарстві. При відсутності худоби або при наявності в господарстві одного вола платили по одній осьмачці з двору, від 2-х волів і більше — за такими ж нормами, як і чинш.